# Jezdec z neznáma
Jezdec z neznáma (v anglickém originále Shane) je dobrodružný román z roku 1949 amerického spisovatele Jacka Schaefera. Jde o western, který je vyprávěn pohledem desetiletého chlapce. Odehrává se roku 1889 kdesi ve Wyomingu a jeho námětem je příběh rodiny farmáře, bojující o svou existenci s bohatým a všeho schopným rančerem. Těm pomůže záhadný muž jménem Shane, který přijede z neznáma, pomůže k dosažení spravedlnosti a zase do neznáma odjede.

## Příběh
Shane je pistolník s nejasnou minulostí, kterého již život nájemného střelce nebaví. Začne pracovat jako dělník u farmáře Starretta, jehož desetiletý syn Bob je vypravěčem knihy. Shane se brzy se všemi spřátelí a zdá se, že konečně našel svůj klid. Starett se však dostane do sporu s bohatým rančerem Fletherem, který potřebuje stále více pastvin pro svůj dobytek, a je přesvědčen, že svými penězi nebo násilím donutí drobné farmáře v okolí své usedlosti opustit.
Starrett s rodinou však svou usedlost opustit nechce a stane se tak vzorem i pro své sousedy. Fletcher si proto najme zabijáka Wilsona, aby Starretta násilím donutil usedlost prodat a případně ho i zastřelil, protože ví, že odstraněním Starretta se vzdor ostatních farmářů zlomí. A tak Shane musí znovu proti své vůli sáhnout po svých pistolích. Je upřímně nešťastný z toho, že právo se stále musí prosazovat pomocí zbraní. Wilson je sice neuvěřitelně rychlý, ale na Shanea nestačí. Shane jej v souboji zastřelí a pak zastřelí i Fletchera, který se jej snaží zabít zezadu.
Shane si s obrovským smutek uvědomí, že se údělu pistolníka nikdy nezbaví, a odjíždí pryč. Časem se objevují různé domněnky, kdo to vlastně byl. Ale Bob se jenom usmívá, protože ví, že to byl muž, který „přijel do údolí ze samotného srdce velkého žhnoucího Západu, a když vykonal svou práci, vrátil se tam, odkud přijel“.

## Filmové adaptace
- Shane (1953), americký film, režie George Stevens, v titulní roli Alan Ladd.
- Shane, 1966), americký televizní seriál, režie Herschel Daugherty a Gary Nelson Nelson, v titulní roli David Carradine.

## Česká vydání
- Jezdec z neznáma, Mladá fronta, Praha 1965, přeložil Jiří Stránský, znovu 1966.
- Jezdec z neznáma, Albatros, Praha 1988, přeložil Michael Žantovský.
- Shane a další příběhy, Toužimský a Moravec, Praha 1997, přeložili Michael Žantovský a Zlata Kufnerová,